# Timo Wuerz

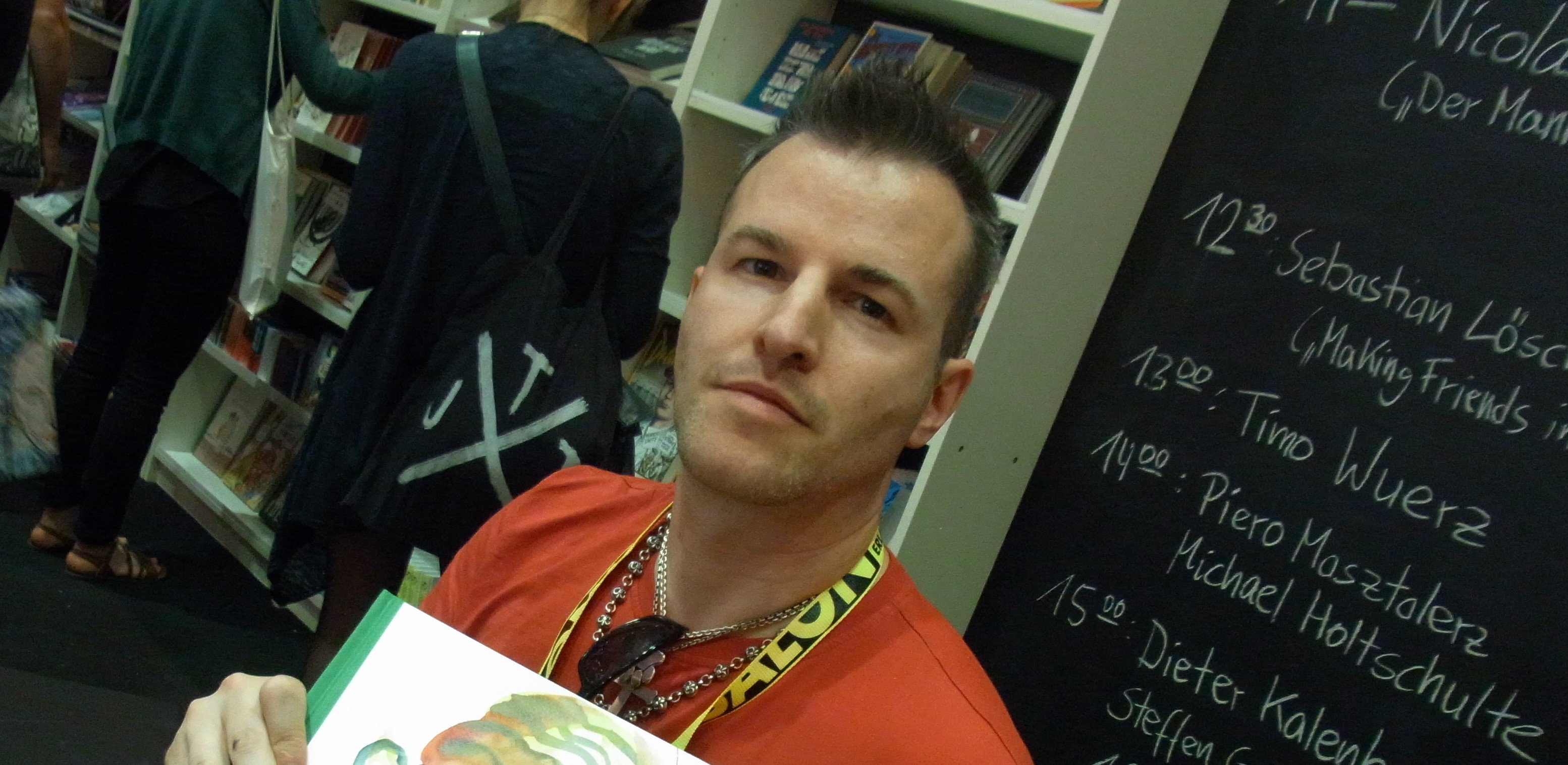
2014 auf dem Comic-Salon in Erlangen

Timo Wuerz (* 7. April 1973 in Schwäbisch Hall) ist ein deutscher Comiczeichner. Mit 14 Jahren hatte er seine erste Ausstellung, mit 20 Jahren veröffentlichte er sein erstes Album Aaron und Baruch mit Niki Kopp als Autor. Er fertigt auch Illustrationen für Bücher, darunter Stefan Frädrichs Günter, der innere Schweinehund, Magazine und CD-Cover an. Timo Wuerz lebt in Hamburg.

## Werke

### Comics
- 1993 Aaron und Baruch bei SPLITTER, 1993[1]
- 1995 Lula und Yankee haben Spaß
- 1996 Lula und Yankee 2 – Vernreisen und Ferstärker
- 1997 XCT
- 1999 Drakan (Comic zum PC-Spiel) bei Carlsen
- 2001 Black Metal beim Infinity Verlag
- 2003 Between Heaven and Hell bei Carlsen
- 2006 Der letzte Henker bei Achterbahn
- 2016 Ghost Realm bei Tokyopop
- 2019 Land of Giants bei Panini Comics

### Albencover
- 2002 Bloodflowerz – Diabolic Angel
- 2003 Robert Amper – 50 Jahre Der Ewigkeit
- 2003 Acheron – Rebirth: Metamorphosing Into Godhood
- 2003 Wolfgang Strauss  – Geisterjäger Jac Longdon – The London Flungeon
- 2004 Our Voices – A Tribute To The Cure
- 2004 Acheron – Decade Infernus 1988-1998
- 2004 H. G. Francis – Im Land Der Grünen Sonne
- 2004 Edgar Wallace – Bei Den Drei Eichen
- 2005 Eddie Ojeda – Axes 2 Axes
- 2005 Necromantia – Ancient Pride
- 2005 Necromantia – IV: Malice
- 2005 Thou Art Lord – Orgia Daemonicum
- 2005 Necromantia – Crossing The Fiery Path
- 2005 Absolute Steel – Womanizer
- 2006 H. G. Francis – Verloren In Der Unendlichkeit
- 2006 Psychopunch – Kamikaze Love Reducer
- 2006 H. G. Francis – Im Bann Der Glühenden Augen
- 2007 Sonic Syndicate – Only Inhuman
- 2007 Psychopunch – Overrated
- 2007 Astarte – Demonized
- 2007 Icy Steel – Icy Steel
- 2008 Sonic Syndicate – Love And Other Disasters
- 2008 Psychopunch – Funhouse Blues & Six Sick Sexy Covers
- 2009 Psychopunch – Death By Misadventure
- 2010 Iron Fate – Cast In Iron
- 2010 Icy Steel – As The Gods Command
- 2010 Clive Barker – Hörspiele Des Blutes 2: Jaqueline Ess
- 2012 Axehammer – Marching On
- 2012 ASP & Chamber – Humility – Die Verschollenen Archive II
- 2012 The Mystery – Apocalypse 666
- 2012 Rizon – Masquerade
- 2012 Fiakra – Invasion
- 2012 ASP & Chamber – Once In A Lifetime – Die Verschollenen Archive III
- 2013 ASP – Maskenhaft – Ein Versinken In Elf Bildern (Fremder-Zyklus, Teil 2)
- 2013 Gorthaur's Wrath – War For Heaven
- 2013 ASP – Die DJ-Archive 7: Elf Und Einer – Eine Reise Durch Die Zeit
- 2014 Acheron – Kult Des Hasses
- 2014 Kayser – Read Your Enemy
- 2015 Spielbann – In Gedenken
- 2015 Psychopunch – Sweet Baby Octane
- 2016 Hammer King – King Is Rising
- 2016 Kayser – IV: Beyond the Reef of Sanity
- 2016 Rizon – Power Plant
- 2017 ASP – Zutiefst
- 2018 Shadow Keep – Shadow Keep
- 2018 Herumor – Nie Am Tage
- 2019 Psychopunch – Greetings From Suckerville
- unb. Land Of The Wizard: A Tribute To Ozzy Osbourne